# Ренсселер, Кэтрин ван
Кэтрин ван Ренсселер, в браке Скайлер также известная, как «Китти» (10 ноября 1734, Олбани — 7 марта 1803, там же) — героиня войны за Независимость США и влиятельная американская светская дама.

## Биография
Кэтрин ван Ренсселер родилась в 1734 году в городке Олбани (сегодняшняя столица штата Нью-Йорк) в семье полковника Йоханнеса ван Ренсселера (1708—1783) и Энгельти «Анжелики» Ливингстон (1698—1747). Её отец принадлежал к числу потомков первых голландских поселенцев, его прямой предок участвовал в основании города Новый Амстердам (будущий Нью-Йорк). Мать Кэтрин имела британские и голландские корни, её дед (отец матери) Питер Скайлер (1657—1724) после основания Олбани был выбран первым мэром города.
В детстве родные называли её «Утренняя звезда». Семья ван Ренсселер занимала высокое положение в обществе Олбани, в связи с чем Кэтрин с юности участвовала в светских развлечениях, а раз в год навещала родственников в Нью-Йорке, подвизавшихся при дворе британского колониального губернатора.
Современники описывали Китти ван Рансселер как «юную леди невероятной красоты и столь же невероятного благородства», и поэтому многие завидные женихи добивались её руки. В конечном итоге успеха добился её дальний родственник, Филип Скайлер, богатый землевладелец, избранный командиром ополчения во время войны против индейцев и французов (Североамериканский театр Семилетней войны), в дальнейшем — сенатор.

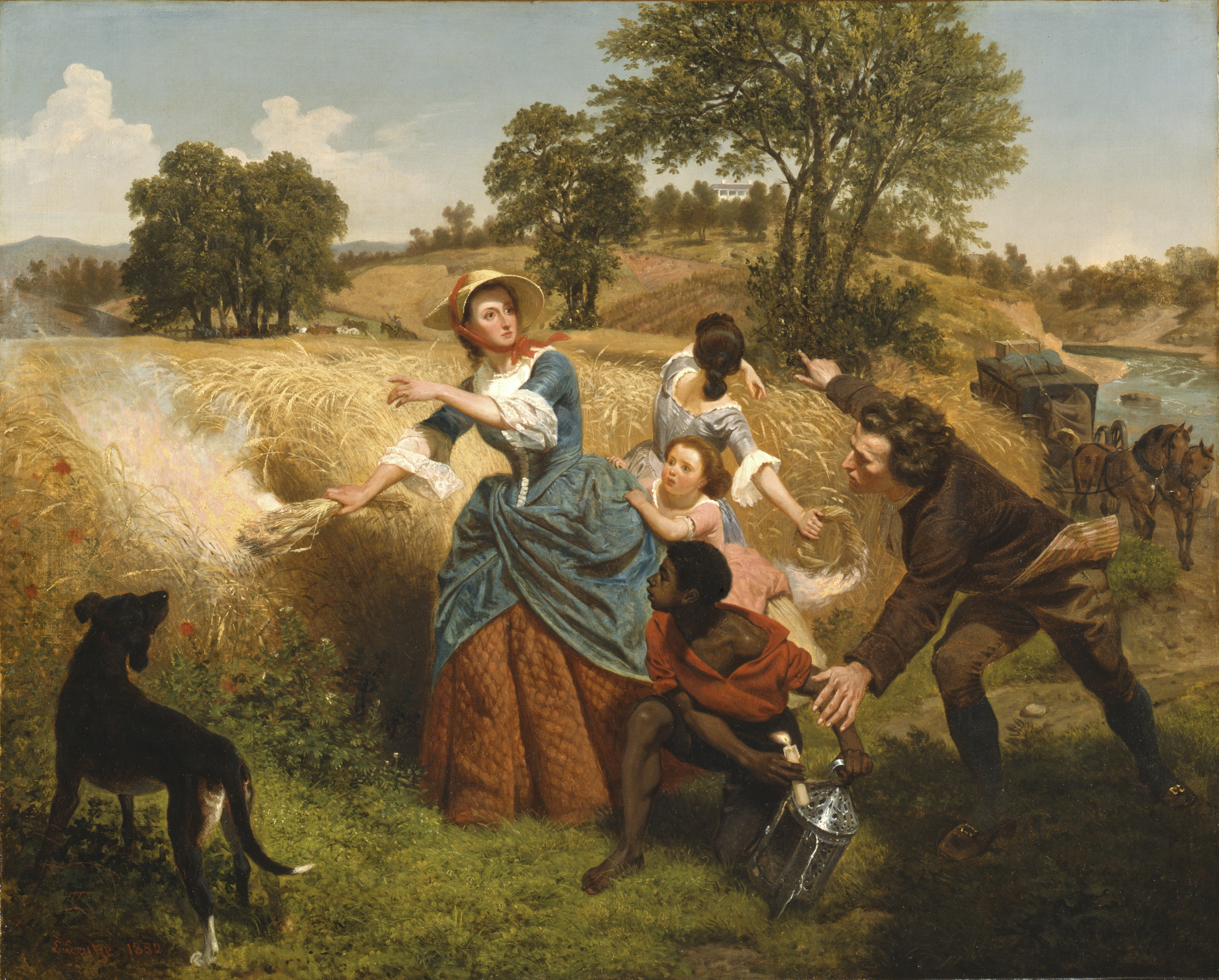
Художник Эмануэль Лойце. Миссис Скайлер сжигает своё поле перед нападением англичан.

Семья принадлежала к реформатской протестантской церкви (в основном голландской по составу своих членов). Несмотря на то что город Олбани находился на северо-востоке США, на плантациях Скайлеров в то время применялся рабский труд, семья владела многочисленными рабами.
Кэтрин ван Ренсселер прославилась во время войны за Независимость США, когда при приближении англичан приказала сжечь свои поля, чтобы урожай не достался неприятелю. Этот патриотический поступок стал широко известен и был запечатлён на полотне американского художника немецкого происхождения Эмануэля Лойце.
В браке у Кэтрин ван Ренсселер и Филипп Скайлер родилось 15 детей, из которых:
- Элизабет Скайлер (1757—1854), вторая дочь, вышла замуж за Александра Гамильтона (1755—1804), одного из Отцов-основателей США.
- Анжелика Скайлер (1756—1814), старшая дочь, имела роман с Гамильтоном, но в итоге вышла замуж Джона Баркера Чёрча (1748—1818), позже ставшего британским депутатом.
- Маргарита «Пегги» Скайлер (1758—1801), вышла за Стивена Ван Ренсселера III (1764—1839) и была адресатом многочисленных писем Гамильтона.

Все прочие дожившие до взрослого возраста дети заключили браки с представителями нового американского высшего общества, породнились с конгрессменами и генералами. Со временем узы свойства связали семью Скайлер со многими другими влиятельными семьями, в том числе, Рузвельтами. В марте 2020 года было объявлено о создании семейной ассоциации семьи Скайлер, которая даже выпускает информационный бюллетень с материалами по истории семьи.
Кэтрин ван Ренсселер на протяжении всей своей жизни оставалась «матриархом» огромной семьи. Она скончалась в 1803 году в родном городе Олбани.